# Albany-Kongress
Der Albany-Kongress des Jahres 1754 war eine Versammlung von Vertretern der britischen Kolonien in Nordamerika sowie der Irokesenliga in der Stadt Albany (New York).

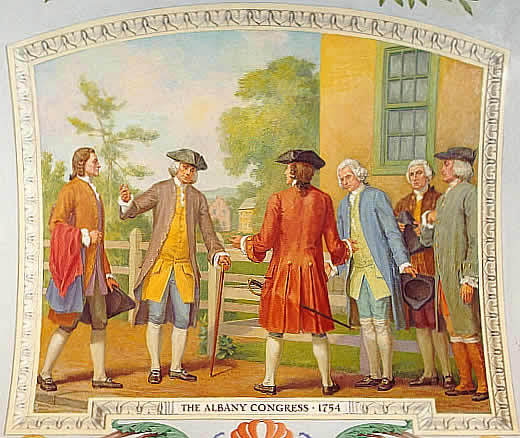
Der Albany-Kongress – Wandgemälde von Allyn Cox im Kapitol der Vereinigten Staaten, Washington, 1974.
Es ist dort das zweite Bild in einer Reihe von Darstellungen von Ereignissen, die für die amerikanische Verfassungsgeschichte von Bedeutung sind, namentlich des Mayflower Compact (1620), des ersten Kontinentalkongresses (1774), der Unabhängigkeitserklärung (1776), des Verfassungskonvents (1787), des ersten Bundeskongresses (1789) sowie der Inauguration und der Abschiedsansprache des ersten Präsidenten George Washington (1789 bzw. 1796).

Dem Kongress war die Aufkündigung der seit dem späten 17. Jahrhundert bestehenden irokesisch-britischen Allianz (der so genannten Covenant Chain) durch Hendrick, einen Häuptling der irokesischen Mohawk, vorausgegangen. Die Irokesen waren in den vorausgegangenen „Franzosen- und Indianerkriegen“ stets der wichtigste Verbündete der Briten gewesen. 1754 zeichnete sich der Ausbruch eines neuerlichen Krieges gegen Frankreich ab (des Siebenjährigen Kriegs), so dass die Nachricht vom irokesischen Bundesbruch in Großbritannien mit großer Besorgnis aufgenommen wurde. Das Board of Trade wies den Gouverneur New Yorks umgehend an, eine diplomatische Konferenz einzuberufen, auf der zum einen die Allianz mit den Irokesen wiederhergestellt werden sollte, zum anderen Vertreter der britischen Kolonien von South Carolina bis New Hampshire eine Übereinkunft zur besseren Zusammenarbeit der Kolonien untereinander finden sollten. Diese beiden Sachverhalte wurden getrennt voneinander verhandelt, so dass in der Literatur teils zwischen der Albany Conference (den Verhandlungen mit den Indianern) und dem Albany Congress (den Verhandlungen der Kolonien untereinander) unterschieden wird.
Die Teilnehmer trafen sich zwischen dem 19. Juni und dem 11. Juli täglich. Das Bündnis mit den Irokesen wurde nach Zugeständnissen der Briten wiederhergestellt. Das Vorhaben einer engeren politischen Zusammenarbeit der Kolonien gestaltete sich hingegen schwierig. Virginia, die größte der britischen Kolonien, boykottierte den Kongress, auch North und South Carolina sowie New Jersey entsandten keine Teilnehmer. Ein federführend von Benjamin Franklin ausgearbeiteter Entwurf einer politischen Union der Kolonien wurde von den angereisten Delegierten zwar verabschiedet, schließlich jedoch von keiner einzigen Kolonie ratifiziert. Zudem war der Kongress von Intrigen der Kolonien untereinander geprägt, die sich besonders um Gebietsstreitigkeiten drehten.
In der amerikanischen Geschichtsschreibung gilt der Albany-Kongresses gemeinhin als Vorzeichen der später mit der amerikanischen Revolution tatsächlich vollzogenen Union der Vereinigten Staaten. So wurden Teile des Unionsentwurfs Franklins für die Abfassung der Konföderationsartikel benutzt, die 1781 bis 1789 die Verfassung der USA darstellten. In jüngeren Darstellungen wird diese Auffassung indes als Geschichtsklitterung kritisiert, da die Umstände und Folgen des Kongresses ja gerade die Unfähigkeit der Kolonien zur Kooperation offenbarte. Als Konsequenz der desaströsen Diplomatie entband die britische Regierung die Kolonien von der Befugnis, mit den Indianern zu verhandeln, und bündelte diese Aufgaben nun in den Händen von zwei königlichen Superintendenten.